# Cláudia Pulcra (esposa de Octávio)
Cláudia Pulcra (nascida a 57 a.C. ou 56 a.C.) foi a filha de Fúlvia pelo seu primeiro marido Públio Clódio Pulcro. Era filha adoptiva de Marco António.
Marco António foi o terceiro marido da mãe de Cláudia. Tal como Públio, Marco António aceitou de bom grado o dinheiro de Fúlvia para financiar a sua carreira. Após o assassinato de Júlio César, Marco António formou o segundo triunvirato com Octaviano e Lépido. Para solidificar esta aliança, Fúlvia ofereceu a mão de Cláudia a Octaviano, e este aceitou.
Pouco se sabe sobre o seu casamento e pouca informação existe sobre Cláudia. Após algum tempo Otaviano decide divorciar-se de Cláudia, mas Fúlvia opõe-se e entra em acção e reúne oito legiões em Itália para lutar juntamente com Lúcio António pelos interesses de Marco António, dando inicio à Guerra de Perúsia. Durante o inverno entre 41 a.C. e 40 a.C., o exército de Octaviano fez um cerco à cidade de Roma, obrigando Fúlvia e as suas forças a renderem-se. Fúlvia foi então enviada para o exílio em Sicião, onde morreu de doença ainda no mesmo ano. 
Octávio divorciou-se de Cláudia para se casar com Escribónia, com quem teria a sua única filha Júlia, a Velha. 
O casamento com Octávio nunca chegou a ser consumado, fazendo com que ele a devolvesse à sua mãe com uma carta a informar como se estivesse a devolver um objecto novo que nunca havia saído de dentro da caixa. 